# Сотники (Иркутская область)
Сотники (иногда Сотниковский) — исчезнувшее село на территории Масляногорского сельского поселения Зиминского района Иркутской области России.

## География
Располагалось в районе озера Длинное.

## История
Населённый пункт был основан в 1909 году. Согласно переписи 1926 года, насчитывалось 44 хозяйства, проживало 195 человек (100 мужчин и 95 женщин). На 1939 год — центр Сотниковского сельсовета, также там была школа. На карте Генштаба СССР 1985 года населённый пункт отмечен как нежилой.

## Известные уроженцы
- Романец, Степан Васильевич — подполковник Советской Армии, участник Великой Отечественной войны, Герой Советского Союза (1945).
- Бруев, Владимир Антонович — краснофлотец, участник Великой Отечественной войны, награждён орденом Великой Отечественной войны, медалями «За отвагу», «За воинскую доблесть», «За освобождение города Варны»[3].